# 堂區 (委內瑞拉)
堂區（西班牙語：Parroquias）是委內瑞拉的三級行政區劃，該國二級行政區劃為市鎮。委內瑞拉總共有超過1100個堂區。其中蘇利亞州的堂區最多，有110個。瓦爾加斯州的堂區最少，只有11個。